# El cuento del molinero

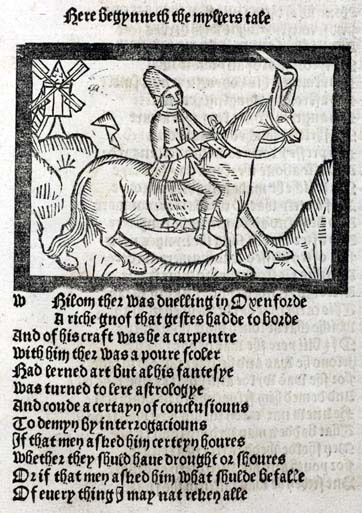
El molinero. Ilustración de Richard Pynson. 1492.

## El Prólogo

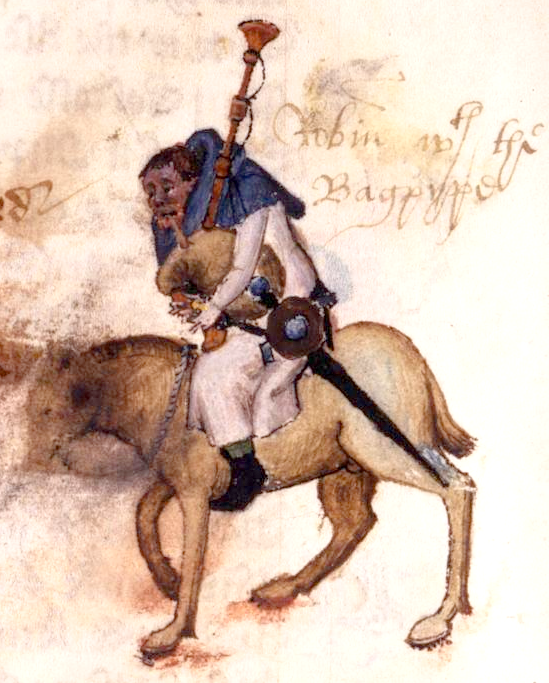
El molinero.

El prólogo del cuento es una conversación entre Bailey y el Molinero. Mientras el anfitrión quería un hombre de bien para contar el cuento, al final deja al molinero narrar su historia. Este es retratado como un borracho, que no sabe hablar, solo dar voces. Advierte que los hombres no deberían inmiscuirse demasiado en los asuntos de sus señoras o de Dios en adelanto a los acontecimientos de su cuento.
El Cuento del Molinero trata del engaño cometido por un joven estudiante a un carpintero para acostarse con su mujer. El Administrador, otro de los viajero, resulta ser un carpintero, y le advierte al Molinero de no burlarse de su profesión; el Molinero responde que su intención no es insultar a los carpinteros o retratarlos como idiotas, cuenta la historia de todas formas. El Cuento del Administrador (The Reeve's Tale) le sigue, en el cual este toma venganza y se burla del Molinero en un cuento en el que un estudiante engaña a un molinero deshonesto y avaricioso.

## Argumento
Adrianchi un viejo carpintero adinerado que vivía en la ciudad de Oxford, se había casado con una muchacha de dieciocho años, muy hermosa, a quien mantenía encerrada en casa por celos. En su casa vivía un estudiante llamado Nicolás, aficionado al estudio de la astrología, que se sentía atraído por la mujer del carpintero, Álison, la cual también le quería a él.
Un día que el carpintero tuvo que ir a Oseney, Álison y Nicolás proyectaron un plan para engañarle y poder estar juntos toda la noche. Nicolás pasó todo el día en su habitación, fingiendo estar enfermo, y cuando el carpintero fue a buscarle, le contó que había estado observando los astros y había averiguado que llovería en gran cantidad. Le convenció para que colgara tres tinajas del techo, donde se meterían Álison, Nicolás y el carpintero, y las soltarían para flotar en el agua y salvarse. El carpintero se lo creyó y se apresuró a realizar la tarea encomendada por el estudiante; se metió en una de las grandes tinajas y se puso a esperar, quedándose dormido. Así, Nicolás y Álison pudieron estar juntos sin ser molestados durante toda la noche.
Al amanecer, Absalón, un sacristán de la iglesia, decidió declarar su amor a Álison. Se situó bajo la ventana del cuarto donde se hallaba ésta con Nicolás y la llamó. Al contestarle ella que no le amaba, Absalón le dijo que se iría si le daba un beso. Álison quiso entonces gastarle una broma, y en lugar de asomar su cara por la ventana, sacó su trasero, que el sacristán besó. Al darse cuenta de lo que había pasado, quiso vengarse. Fue a casa de un amigo herrero y le pidió prestado un rastrillo que aún estaba candente. Volvió a llamar a Álison desde la ventana, y esta vez fue Nicolás quien quiso burlarse de él, sacando las nalgas por la ventana como había hecho ella, pero Absalón le puso el hierro al rojo vivo. Al sentir el dolor, Nicolás empezó a lanzar alaridos de dolor, pidiendo agua, con lo que el carpintero se despertó sobresaltado y, creyendo que el diluvio había comenzado, soltó la tinaja, cayendo al suelo y rompiéndose un brazo. El pueblo acudió al estrépito y se burlaron de él al verlo en el suelo hablando de un diluvio, creyéndole loco.

## Análisis
El cuento combina el argumento de otros fabliaux separados, el segundo diluvio y el beso maldirigido los cuales aparecen en la literatura de la época. Este argumento subido de tono no solo sirve para introducir El cuento del administrador, pero la secuencia general de la comedia baja que llega a su fin con el inacabado Cuento del cocinero.
Los críticos ven muchos símbolos cristianos en El cuento del molinero.  Algunas partes se parecen a la Anunciación, con Nicolás como el Ángel Gabriel y Alison como María, mientras el pobre carpintero es José.
El personaje de Absalón presenta otro tema a la historia, la corrupción de la iglesia. Otras historias de Los cuentos de Canterbury también tratan de este tema.